# Lieuwe van Jelgersma
Lieuwe van Jelgersma (Oosterwierum (mogelijk), ca. 1530 - Groningen, januari 1581) was een Nederlands bestuurder.

## Biografie
Van Jelgersma was een zoon van Hette van Jelgersma en Tjets van Tjepnia. Deze Hette had bezit in onder meer Oosterwierum, Roordahuizum, Friens, Blessum, Lions en Jorwerd. Deze Hette komt in 1511 en 1543 voor te Oosterwierum.
Op 13 juni 1549 werd Van Jelgersma aangesteld als grietman van Achtkarspelen. In 1557 en 1575 trad Van Jelgersma tweemaal kortstondig op als provisioneel grietman van Kollumerland en Nieuwkruisland. Ten tijde van zijn grietmanschap was zijn zoon Hette (Hector) van Jelgersma secretaris en substituut-grietman. Lieuwe van Jelgersma kwam in 1550 samen met Lieuwe van Harckema voor als Volmacht ten Landsdage namens Achtkarspelen. In 1552 wordt Van Jelgersma te Augustinusga vermeld, hij is dan bewapend met een harnas, ringkoller, speets en degen. In 1555 legde Van Jelgersma de eed van trouw aan Filips II af. Hij bleef spaansgezind en verbleef daarom sinds 1574 in ballingschap. Hij schijnt opgevolgd te zijn door zijn zoon Hette al verbleef deze ook in ballingschap. Evenals vele andere spaansgezinde Friezen werd ook Van Jelgersma in 1580 verzocht zich in Leeuwarden te verantwoorden voor zijn gezindheid. Hier gaf hij geen gehoor aan en hij werd in 1580 met zijn zoon Hette uit de grietenij verbannen. Van Jelgersma overleed in 1581 in Groningen en reeds op 31 januari 1581 is sprake van erfgenamen. Hij werd begraven in de Broerkerk te Groningen.

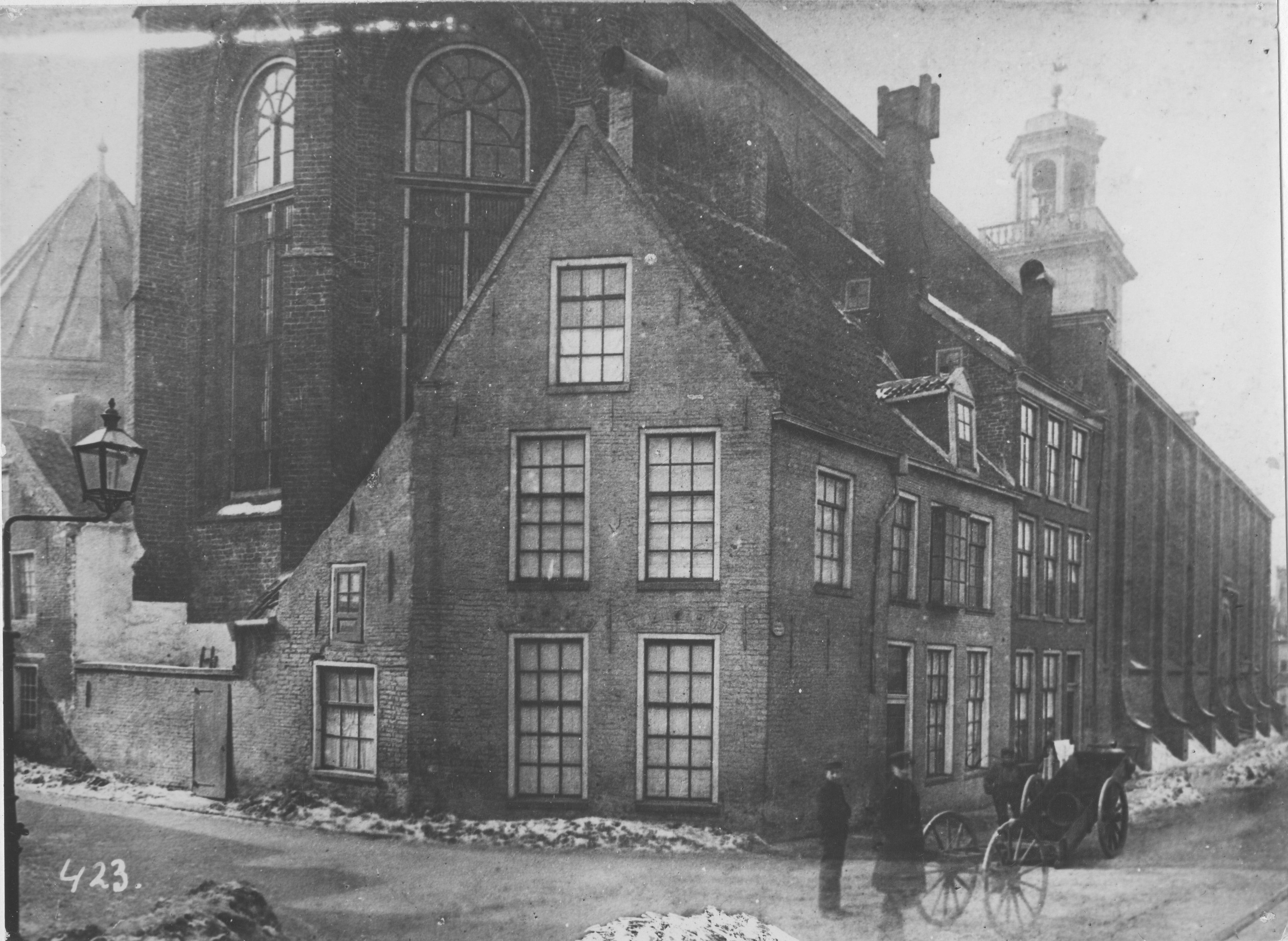
De Broerkerk in Groningen waar Van Jelgersma werd begraven.

## Huwelijk en kinderen
Van Jelgersma trouwde met Rints van Jensma, dochter van Focke van Jensma. Na haar overlijden schijnt hij hertrouwd te zijn met Jees Harmensdr die in 1581 in Leeuwarden als zijn weduwe voorkomt. Met zijn eerste vrouw had Van Jelgersma onder meer de volgende kinderen:
- Rienck van Jelgersma, trouwde met Anna Siccama, wier familie de Siccamastate te Augustinusga bewoonde. Rienck trad in 1583 op als mede-voogd over zijn minderjarige broers en zussen.
- Ymck van Jelgersma, trouwde met Wigle van Hania, na zijn overlijden hertrouwde ze met Hemme Clama, grietman van Visvliet.
- Bauck van Jelgersma, trouwde met Haye van Gayckema.[6]
- Hette (Hector) van Jelgersma (1591), studeerde aan de Universiteit van Leuven. Hij volgde zijn vader op als grietman van Achtkarspelen.[7] Hij was adelborst onder hopman Jarich van Liauckema.
- Jouck van Jelgerma, trouwde met Evert Cornelis van Voort. De familie Van Voort was betrokken bij de exploitatie van de venen van het klooster Jeruzalem te Gerkesklooster.[8]
- Tieth van Jelgersma, trouwde met Frederik Matthijs van Voort, broer van Evert Cornelis.[8]